# Storflärken (Kyrkås socken, Jämtland)
Storflärken är en sjö i Östersunds kommun i Jämtland och ingår i Indalsälvens huvudavrinningsområde. Sjön har en area på 0,118 kvadratkilometer och ligger 303,1 meter över havet. Sjön avvattnas av vattendraget Fjälån (Gällerån).

## Delavrinningsområde
Storflärken ingår i det delavrinningsområde (701455-145249) som SMHI kallar för Utloppet av Storflärken. Medelhöjden är 342 meter över havet och ytan är 6,6 kvadratkilometer. Räknas de 6 avrinningsområdena uppströms in blir den ackumulerade arean 74,84 kvadratkilometer. Fjälån (Gällerån) som avvattnar avrinningsområdet har biflödesordning 2, vilket innebär att vattnet flödar genom totalt 2 vattendrag innan det når havet efter 196 kilometer. Avrinningsområdet består mestadels av skog (68 procent) och sankmarker (22 procent). Avrinningsområdet har 0,12 kvadratkilometer vattenytor vilket ger det en sjöprocent på 1,8 procent.